# القمة العربية 1967 (الخرطوم)
 قمة اللاءات الثلاثة أو قمة الخرطوم هي مؤتمر القمة الرابع الخاص بجامعة الدولة العربية، عقدت القمة في العاصمة السودانية الخرطوم في 29 أغسطس 1967 على خلفية هزيمة عام 1967 أو ما عرف بالنكسة. وقد عرفت القمة باسم قمة اللاءات الثلاثة حيث خرجت القمة بإصرار على التمسك بالثوابت من خلال لاءات ثلاثة: لا صلح ولا اعتراف ولا تفاوض مع العدو الصهيوني قبل أن يعود الحق لأصحابه. حضرت كل الدول العربية المؤتمر باستثناء سوريا.

## قرارات البيان الختامي
قرار الخرطوم صدر في 1[ ؟ ] سبتمبر 1967 في ختام قمة[ ؟ ] جامعة الدول العربية في أعقاب حرب يونيو. شكل القرار أساسا[ ؟ ] لسياسات هذه الحكومات تجاه إسرائيل حتى حرب أكتوبر عام 1973. ودعى القرار إلى استمرار حالة العداء مع إسرائيل، وإنهاء المقاطعة النفطية العربية، ووضع حد للحرب الأهلية القائمة في شمال اليمن، والدعم الاقتصادي لمصر والأردن. وهذا القرار يعرف باسم قرار (اللاءات الثلاثة) والتي وردت (في الفقرة الثالثة) على النحو التالي: «لا سلام مع إسرائيل، لا اعتراف بإسرائيل، لا مفاوضات مع إسرائيل».

### نص القرار
| ” | يعود الفضل إلى الوفد الفلسطيني الذى كان برئاسة احمد الشقيري وعضوية سعيد السبع وشفيق الحوت بفرض اللاءات الثلاثة على مؤتمر الخرطوم عام 1967 التى اصبحت شعار لمرحلة طويلة من الصراع بين الفلسطينيين والاسرائيليين حتى وقع ياسر عرفات اتفاقية اوسلو 1993 | “ |
|   | |   |

1. أكد المؤتمر على وحدة الصف العربي ووحدة العمل المشترك، وضرورة التنسيق والقضاء على جميع الخلافات. وقد أكد الملوك والرؤساء وممثلي رؤساء الدول العربية الأخرى في المؤتمر موقف بلادهم من قبل تنفيذ ميثاق التضامن العربي الذي تم التوقيع عليه في مؤتمر القمة العربي الثالث في الدار البيضاء.
2. وافق المؤتمر على ضرورة توحيد جميع الجهود للقضاء على آثار العدوان الإسرائيلي على أساس أن الأراضي المحتلة هي أراضي عربية، وأن عبء استعادة هذه الأراضي يقع على عاتق جميع الدول العربية.
3. وافق رؤساء الدول العربية على توحيد الجهود السياسية على الصعيد الدولي والدبلوماسي لإزالة آثار العدوان، وضمان انسحاب القوات الإسرائيلية من الأراضي العربية التي كانت تحتلها منذ عدوان 5 حزيران على أن يتم ذلك في إطار المبادئ الرئيسية التي يمكن للدول العربية الالتزام بها، أي «لا سلام مع إسرائيل، لا اعتراف بإسرائيل، لا مفاوضات معها»، والإصرار على أحقية الشعب الفلسطيني ببلاده.
4. أوصى وزراء المالية والاقتصاد العرب باستخدام وقف ضخ النفط كسلاح في المعركة. ومع ذلك، بعد دراسة شاملة للمسألة، توصل مؤتمر القمة إلى استنتاج مفاده أن ضخ النفط يمكن استخدامه كسلاح إيجابي، لأن النفط هو أهم مورد للدول العربية ومن الممكن استخدامه لتعزيز الاقتصاد في الدول العربية المتأثرة مباشرة بالعدوان، بحيث تكون هذه الدول قادرة على الصمود في المعركة. وبالتالي، تقرر استئناف ضخ النفط، لأن النفط هو المورد العربي الإيجابي الذي يمكن أن يستخدم في خدمة الأهداف العربية. وأن ذلك سيساهم في الجهود المبذولة لتمكين تلك الدول العربية التي تعرضت للعدوان وفقدت الموارد الاقتصادية على الوقوف بحزم وإزالة آثار العدوان. «في الواقع، أن الدول المنتجة للنفط شاركت في الجهود المبذولة لتمكين الدول المتضررة من جراء العدوان على الوقوف بحزم في وجه أي ضغوط اقتصادية».
5. وافق المشاركون في المؤتمر على الخطة المقترحة من قبل الكويت لإنشاء الصندوق العربي للإنماء الاقتصادي والاجتماعي على أساس توصية من وزراء الاقتصاد والمالية والنفط العرب في مؤتمر بغداد.
6. اتفق المشاركون على ضرورة اتخاذ التدابير اللازمة لتعزيز الاستعداد العسكري لمواجهة كل الاحتمالات.
7. قرر المؤتمر ضرورة الإسراع في القضاء على القواعد الأجنبية في الدول العربية.

### الدعم المالي
كان من ابرز نتائج قمة الخرطوم تقديم كل من السعودية والكويت وليبيا دعما ماليا سنويا للدول المتضررة من العدوان الإسرائيلي حيث خصص مبلغ 147 مليون جنيه استرليني لكل من مصر والأردن.
| الدولة الداعمة | الدعم إلى مصر (جنيه استرليني) | الدعم إلى الأردن (جنيه استرليني) | المجموع (جنيه استرليني) |
| -------------- | ----------------------------- | -------------------------------- | ----------------------- |
| السعودية       | 41 مليون                      | 17 مليون                         | 58 مليون                |
| الكويت         | 39 مليون                      | 16 مليون                         | 55 مليون                |
| ليبيا          | 24 مليون                      | 10 مليون                         | 34 مليون                |
| المجموع        | 104 مليون                     | 43 مليون                         | 147 مليون               |